# Kemija
| Portal:Kemija | Portal: Kemija |

Kemija (grčki: χημεία chimeía; starofrancuski: alkemie; arapski al-kimia: umjetnost preobrazbe; nekad hr. lučba) je znanost koja proučava ustroj, osobine, sastav i pretvorbu tvari. Kemija se bavi kemijskim elementima i spojevima, koji se sastoje od atoma i molekula, kao i njihovim odnosima.
Prije više od stoljeća, ova se znanost nazivala lučbom. Danas se izraz ludžba (usklađeno s modernim pravopisom) ne upotrebljava.

## Pregled
Atomska teorija je osnova kemije. Ta teorija kaže da se sve tvari sastoje od vrlo malih čestica, atoma.  Jedan od prvih zakona koji je doveo do utemeljenja kemije kao znanosti bio je Zakon očuvanja mase. Taj zakon kaže da tijekom kemijske reakcije nema primjetne promjene u količini tvari. 
Jednostavno rečeno, ako na početku imate 10.000 atoma i napravite mnogo kemijskih reakcija, na kraju ćete opet imati 10.000 atoma. Masa je ostala ista ako uračunamo energiju koja se pritom izgubila ili stekla. Kemija proučava odnose među atomima: ponekad među pojedinačnim atomima, ali češće kad su atomi vezani uz druge atome i čine ione i molekule. Atomi stupaju u odnos s drugim atomima (npr. logorska vatra je kombinacija atoma kisika iz zraka s atomima ugljika i vodika iz drveta), a mogu imati odnos i sa svjetlom (fotografija nastaje zbog promjena koje svjetlo izaziva na kemikalijama filmske vrpce) i drugim zračenjima.  
Neobično se brzo otkrilo da se atomi gotovo uvijek slažu u određenim omjerima: silicijski pijesak je struktura gdje omjer atoma silicija i atoma kisika iznosi 1:2. Danas znamo da taj zakon određenih proporcija ima iznimke (npr. integrirani strujni krugovi). Iz toga vidimo da se tvari ponašaju po određenim kemijskim zakonitostima.
Drugo ključno otkriće: kad god se izvodi određena kemijska reakcija, količina stečene ili izgubljene energije uvijek je ista. To je dovelo do važnih pojmova kao što su ravnoteža, termodinamika i kinetika.  
Fizikalna kemija zasniva se na modernoj fizici, jer je u načelu moguće opisati sve kemijske sustave koristeći teoriju kvantne mehanike. Ta je teorija matematički složena i nije razumno koristiti je za normalan rad u kemiji. U praksi se samo najjednostavniji kemijski sustavi mogu istraživati isključivo kroz kvantnu mehaniku, te se za praktičke svrhe moraju raditi aproksimacije. Zato u većem dijelu kemije nije potrebno detaljno znanje kvantne mehanike, jer se važne posljedice te teorije (prvenstveno orbitalna aproksimacija) mogu razumjeti i primijeniti na jednostavniji način.
Iako se kvantna mehanika često može zanemariti, njezin osnovni pojam - kvantizacija energije - mora se uzeti u obzir. Kemičari koriste kvantne efekte prilikom svih spektroskopskih tehnika (i raznih drugih stvari), iako mnogi kemičari nisu svjesni toga! Osim toga, često se i fizika može zanemariti, a konačni rezultat (npr. NMR spektar) svejedno može imati smisla.
Potpun fizikalni opis kemije mora također uzeti u obzir relativnost, koja je druga glavna teorija moderne fizike, također matematički složena. Srećom, efekti relativiteta važni su samo u izuzetno preciznim izračunima atomske strukture, koji se uglavnom tiču težih elemenata, dok je u praksi relativnost nevažna za gotovo čitavu kemiju.
Kemija se obično dijeli ovako: analitička kemija, koja određuje sastav i dijelove tvari; organska kemija, koja proučava ugljikove spojeve; anorganska kemija, koja istražuje šire elemente koje organska kemija ne naglašava; biokemija, proučavanje kemije u biološkom sustavu; i fizikalna kemija, koja je osnova svih drugih grana jer obuhvaća fizikalne osobine tvari i teorije za njihovo istraživanje.   
Neke druge multidisciplinarne i specijalizirane grane: znanost o materijalima, kemija polimera, kemija okoliša, farmacija.
- znanstvena metoda
- osnovna jedinica SI
- značajni brojevi
- atom
- orbitale
- periodni sustav elemenata
- izomeri
- alotropi
- izotopi
- ion
- elektronska konfiguracija
- Periodični trendovi
  - elektronegativnost
  - atomski radijus, ionski radijus, kovalentni radijus
  - ionizacijska energija
  - elektronski afinitet
- elementarne skupine: S-blok, D-blok, F-blok, P-blok

## Kemikalije i odnosi
- sustavna imena
- kemijska formula
  - empirijska formula
  - molekulska formula
- kemijska veza
- kemijski polaritet
- kemijska jednadžba
- kemijska reakcija
- boje kemikalija

## Kvantitativna kemija
- mol (mjerna jedinica)
- Avogadrova konstanta
- stehiometrija
- termokemija
- Hessov zakon
- kalorimetrija

## Stanja tvari
- kinetička teorija plinova
- idealni plin
- fizika čvrstog stanja
- otopine
- koncentracija otopina
- koloidna svojstva
- kemijska ravnoteža
- Le Chatelierovo načelo
- topljivost
- ukapljivanje
- efekt zajedničkog iona

## Kiseline i baze
- teorije reakcija kiselina i baza
- jake kiseline
- slabe kiseline
- pH i jačina kiselina
- sustavno imenovanje kiselina i baza
- samo-ionizacija vode
- titracija kiselina-lužina
- redoks-reakcije
- elektrokemija

## Kinetika i termodinamika
- kemijska kinetika
- stope reakcije
- spontani procesi
- entalpija
- entropija
- Gibbsova slobodna energija
- nuklearna kemija
- biokemija

## Povijest kemije
- podrijetlo kemije
- rani razvoj kemije
- alkemija
- flogistonska kemija
- otkriće kemijskih elemenata
- Nobelova nagrada za kemiju

## Poznati kemičari
- Marie Curie
- Pierre Curie
- John Dalton
- Jöns Jakob Berzelius
- Dmitrij Ivanovič Mendeljejev
- Antoine Laurent de Lavoisier
- Sir Ernest Rutherford
- Louis Pasteur
- Sir Humphry Davy
- Robert Boyle
- Michael Faraday
- Sima Lozanić
- Fran Bubanović

## Vanjske poveznice
Mrežna mjesta
- kemija Hrvatska enciklopedija
- Razred za matematičke, fizičke i kemijske znanosti HAZU
- Hrvatsko kemijsko društvo
- Hrvatsko društvo kemijskih inženjera i tehnologa
- M. Sikirica, M. Vrbnjak Grđen, K. Holenda, e-Kemija, interaktivni udžbenik i pojmovnik
- www.periodni.com, portal o kemiji i pojmovnik